# Dobrodeja von Kiew

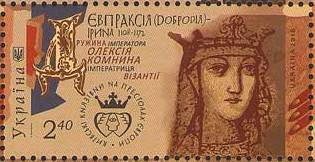
Dobrodeja auf einer ukrainischen Briefmarke

Dobrodeja von Kiew (* 1108 in Kiew; † 1131) war eine altrussische Fürstin und Autorin.

## Biografie
Dobrodeja war eine Tochter von Mstislaw I. Sie studierte Grammatik und Altgriechisch und konnte Schwedisch und Kirchenslawisch sprechen. 1116 begann aufgrund des Todes von Pseudo-Leon Diogenes ein Erbfolgekonflikt zwischen der Kiewer Rus und dem Byzantinischen Reich. 1122 hatte Dobrodeja sich nach Konstantinopel begeben und heiratete Alexios Komnenos Porphyrogennetos, um ein Friedensabkommen zu besiegeln. Dort erhielt sie den griechischen Beinamen Eupraxia.
Dobrodeja traf Anna Komnena, die ihr nahelegte, ihre intellektuellen Talente zu entwickeln. Sie interessierte sich speziell für Pflanzenheilkunde. Laut Theodoros Balsamon hat sie medizinische Salben ausgearbeitet und ihre Wirksamkeit beschrieben. Außerdem übte sie praktische Medizin aus. Sie übersetzte einige Werke von Galenos ins Altostslawische. Ihr Wissen und ihre praktische Erfahrung fasste sie in einem Traktat namens Alimma (= Salben) zusammen. Es befasste sich mit persönlicher Hygiene, der Pflege von Säuglingen, ehelichen Beziehungen und der Schwangerschaft. Dieses medizinische Werk, das erste seiner Art, das eine Frau verfasst hat, ist bis heute in Fragmenten in der Biblioteca Medicea Laurenziana erhalten.